# هويش بارك
ملعب كرة قدم هويش بارك يقع في يوفيل، سومرست، إنجلترا. كان الملعب موطنًا لنادي يوفل تاون منذ اكتماله في عام 1990. تبلغ سعة الملعب 9,565 مقعدًا (منها مدرجان يسع كل منهما، بإجمالي 5,212 مقعدًا) مع مقاعد أخرى خلف مدرج كل مرمى.

## التاريخ
في يناير 1985، بدأ نادي يوفل مفاوضات لبيع ملعب هويش الرياضي والانتقال إلى ملعب جديد في منطقة هاوندستون في يوفيل في موقع معسكر قديم للجيش. بدأت المفاوضات بين النادي وبارتليت للإنشاءات فيما يتعلق بالانتقال من هويش إلى موقع جديد في هاوندستون كامب، عقد الاجتماع الأول في 12 نوفمبر 1985 عندما تم تقديم عرض بقيمة 1.3 مليون جنيه إسترليني لموقع ملعب هويش. بعد عدة اجتماعات وخطط تفصيلة قيد الدراسة، تم رفع العرض إلى أكثر من 2 مليون جنيه إسترليني في أوائل عام 1986، وافق المديرون من حيث المبدأ على المضي قدمًا في هذه الخطوة. تم التعاقد مع شركة كولير ومادج المتخصصة في بيع وشراء الأراضي لتقديم المشورة للنادي لضمان الحصول على أفضل سعرممكن.
في 15 ديسمبر 1986، تم إبلاغ النادي من قبل مستشاريه، شركة كولير ومادج، أن عرض 2.4 مليون جنيه إسترليني المطروح الآن على الطاولة كان بقدر ما يأملون في الحصول عليه. تم الكشف عن الموقع الجديد المقترح للنادي الذي يبلغ 20.75 فدانًا من أراضي التملك الحر في هاوندستون كامب مع توفير 4.2 فدانًا أخرى على عقد إيجار لمدة 999 عامًا. من حيث المبدأ وافق المديرون على الصفقة وكانت تيسكو تصر على أنه يجب تبادل العقود بحلول نهاية مارس 1987 مع مقاولي البناء الذين لديهم ملكية شاغرة بحلول يوليو 1988. جرت مناقشات أخرى مع مجلس مقاطعة جنوب سومرست فيما يتعلق بتطوير الموقع الجديد للترفيه على أن يخصصوا نقودًا لشراء الأرض.
في الاجتماع العام غير العادي الذي عقد في 25 أغسطس 1987، أعطى المساهمون الضوء الأخضر "لإتمام المفاوضات مع بارتليت لبيع هويش والتفاوض بشأن تطوير موقع هاوندستون ". كان التصويت 14,431 لصالحهم و1,356 ضدهم، كانت الأغلبية 13,075، وهو ما يمثل %91 لصالحهم. في 15 سبتمبر 1987، بدأ الاستعلام العام الذي كان يهدف إلى تأخيرالخطوة المقترحة لفترة طويلة، لكن بعد يومين تم التوقيع على الاتفاق النهائي.
في 21 مارس 1989، وبعد انتظار دام أكثر من 20 شهرًا، تم الإعلان عن نتيجة الاستعلام العام. منحت وزارة البيئة إذن التخطيط لتطويرهويش. بدأ العمل الأول في الأرض الجديدة في مايو 1989 عندما تم حفر الآبار. بعد شهر، تم الكشف عن أن تكلفة التطوير قد ارتفعت إلى 3.5 مليون جنيه إسترليني وأن بارتليت قد تقدم بمبلغ إضافي قدره 400.000 جنيه إسترليني، وبذلك يصل إجمالي بيع هويش إلى 2.8 مليون جنيه إسترليني. يوم الأحد 1 أبريل 1990، شاهد أكثر من 500 مشجع الملعب الجديد في هاوندستون، وأعلن أن الاستاد الجديد سيطلق عليه هويش بارك.
تم افتتاح ملعب هويش بارك الجديد بمباراة ودية ضد نيوكاسل يونايتد في 4 أغسطس 1990، وانتهت بهزيمة 2-1 أمام حشد من 5,093 متفرجاً. في 18 أغسطس 1990 تبعت المباراة التنافسية بمباراة في مؤتمر كرة القدم ضد كولشيستر يونايتد، وأسفر الفوز 2-0 ليوفل عن تسجيل ميكي سبنسر الهدف التنافسي الأول ليوفل على الملعب الجديد. نتج عن الموسم الأول في الملعب الجديد متوسط حضور بلغ 2,639 شخصاً، بزيادة قدرها %17.6، وانتهى الموسم بمباراة دولية لأعمار تحت 18 عامًا بين إنجلترا وويلز استقطبت 6,153 مشجعًا.
شهد موسم 1999-2000 اقتراحًا بتشييد سقف فوق الشرفة المخصصة للنادي. تم العمل عليها في نهاية المطاف في أوائل عام 2001، حيث تم الانتهاء من السقف قبيل المباراة ضد نادي روشدين ودايموندز، والتي جذبت حشدًا قياسيًا بلغ 8,868.
بعد ترقية نادي يوفل إلى دوري كرة القدم، زادت الجماهير بنسبة ٪30 إلى متوسط 6,197 متفرجاً في موسم 2003-2004، وفي 25 أبريل 2008، شهدت مباراة يوفل ضد ليدز يونايتد رقماً قياسياً في الحضور بلغ 9,527 شخص.
في مايو 2022، أكمل مجلس مقاطعة سومرست الجنوبية شراء هويش بارك والأراضي المحيطة به مقابل 2.8 مليون جنيه إسترليني من نادي يوفل تاون، حيث أصبح نادي كرة القدم مستأجرًا للملعب من خلال ترتيب إعادة عقد الإيجار.

## المدرجات
الملعب مكون من أربع مدرجات:

### مدرج تامبورينو (المدرج الرئيسي)
وهو ذو طبقة واحدة، مغطى بكابولي ومكون بالكامل بالمقاعد. يحتوي الجناح على أماكن تنفيذية تمتد عبرالمناطق الخلفية، بار، مخارج ونفق للاعبين، لوحة النتائج الكهربائية البسيطة، مكتب التذاكر ومتجرللنادي.

### مدرج سكروفيكس كوميونتي (المدرج الشرقي)
المشابه للمدرج الرئيسي بأناقته مع مكان مخصص للصحفيين.

### مدرج جولد تاتشرز( شرفة مخصصة لمشجعيين النادي)
شرفته مغطاة بأسلوب مماثل لمشجعيين النادي.

### مدرج راديو كابز (شرفة مخصصه لمشجعين لنادي الضيف)
شرفته صغيرة مكشوفة مع لوحة نتائج كهربائية كبيرة في الخلف.

## الحضور

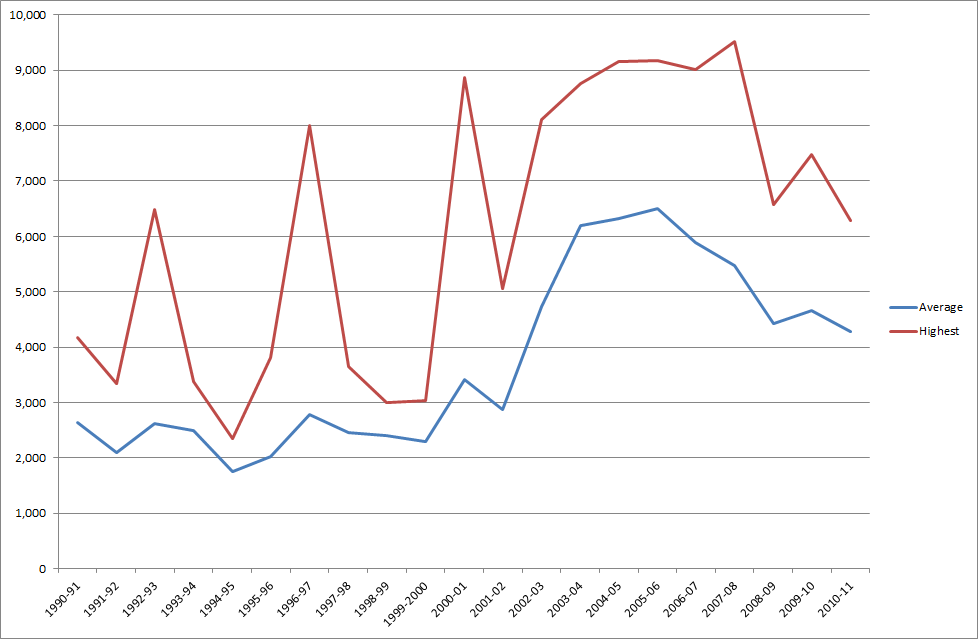
متوسط وأعلى الحضور على الأرض الملعب منذ افتتاحه في موسم 1990-91.

أعلى خمسة نسب حضور في هويش بارك هي:
| التاريخ                      | المنافسة              | نادي الخصم      | الحضور |
| ---------------------------- | --------------------- | --------------- | ------ |
| 25 نيسان / أبريل 2008        | الدوري الأول          | ليدز يونايتد    | 9,527  |
| 4 كانون الثاني / يناير 2004  | كأس الاتحاد الانجليزي | ليفربول         | 9,348  |
| 4 يناير 2015                 | كأس الاتحاد الانجليزي | مانشستر يونايتد | 9,264  |
| 26 يناير 2018                | كأس الاتحاد الانجليزي | مانشستر يونايتد | 9,195  |
| 31 كانون الأول / ديسمبر 2005 | الدوري الأول          | بريستول سيتي    | 9,178  |

## المبارايات الدولية
تم استخدام الملعب للمباريات الدولية التالية:
- 22 مايو 1991 - إنجلترا تحت 18 سنة ضد ويلز تحت 18 سنة (3–0)
- 17 أيار / مايو 1992: نادي إنجلترا للسيدات مقابل أيسلندا للسيدات (4-0)
- 16 نوفمبر 1993 إنجلترا تحت 18 سنة ضد فرنسا تحت 18 سنة (3–3)
- 23 أبريل 1996 إنجلترا تحت 18 سنة ضد اسكتلندا تحت 18 سنة (3-0)
- 15 أيلول / سبتمبر 1999 - إنجلترا للسيدات - فرنسا للسيدات (0-1)
- 24 أبريل 2002 نصف المحترفين في إنجلترا مقابل نصف المحترفين في هولندا
- 27 مارس 2007 إنجلترا تحت 18 سنة ضد هولندا تحت 18 سنة (4-1)
- 15 أكتوبر 2009 إنجلترا تحت 16 سنة ضد ويلز تحت 16 سنة (1–0)
- 25 مارس 2011 مدارس إنجلترا تحت 16 سنة ضد مدارس ويلز تحت 16 عامًا (1–0)
- 20 نوفمبر 2014 إنجلترا تحت 16 سنة ضد اسكتلندا تحت 16 سنة (2–1)

## التطوير المستقبلي
في مارس 2011، أعلن نادي يوفل عن خطط لمدرج يتسع ل 3,500 مقعد لاستبدال الشرفة المخصصه لمشجعين لنادي الضيف، بالتزامن مع إعادة تطوير ملاعب التدريب إلى أرض للبيع بالتجزئة، مما أدى إلى خلق أكثر من 300 فرصة عمل بالشراكة مع كريس داوسون، مالك رينج هوم. بعد الاستشارة العامة في أواخر نوفمبر 2011، تم إسقاط خطط المدرج الجديد من جدول الأعمال مع استمرار تطوير التجزئة كمتجر جديد للمواد الغذائية.

## معرض الصور

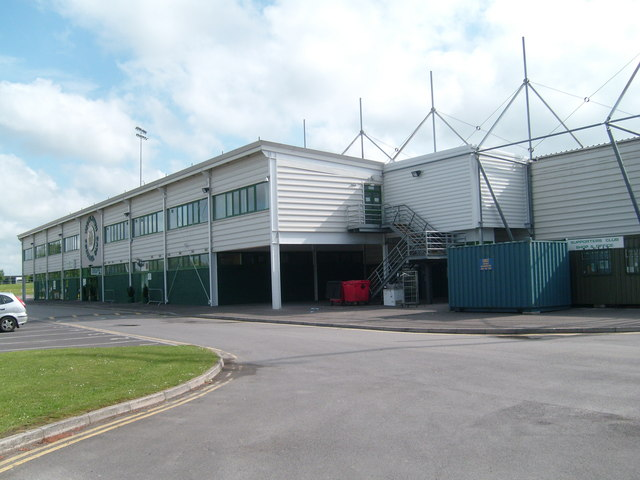
منظر يتجه نحو المدرج الرئيسي
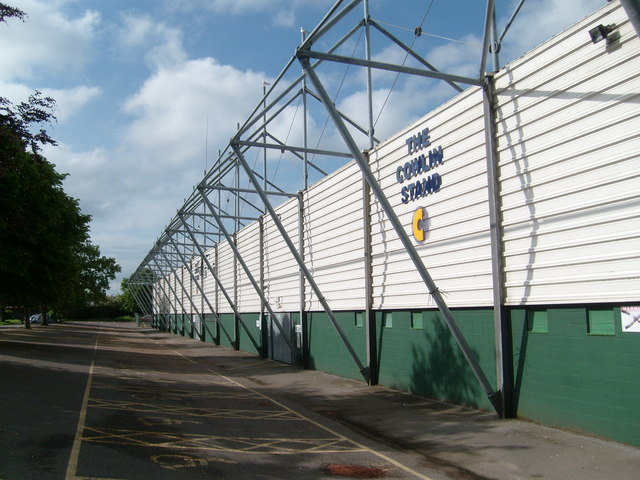
منظر الخارجي للمدرج الشرقي
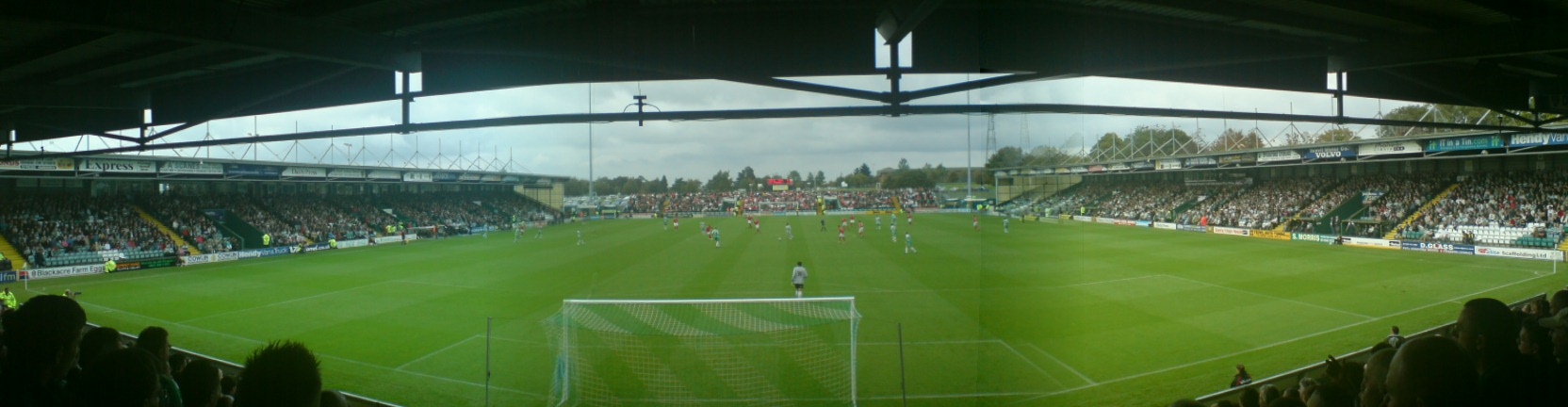
مدرج جولد تاتشرز ( تراس مخصص لمشجعيين النادي)
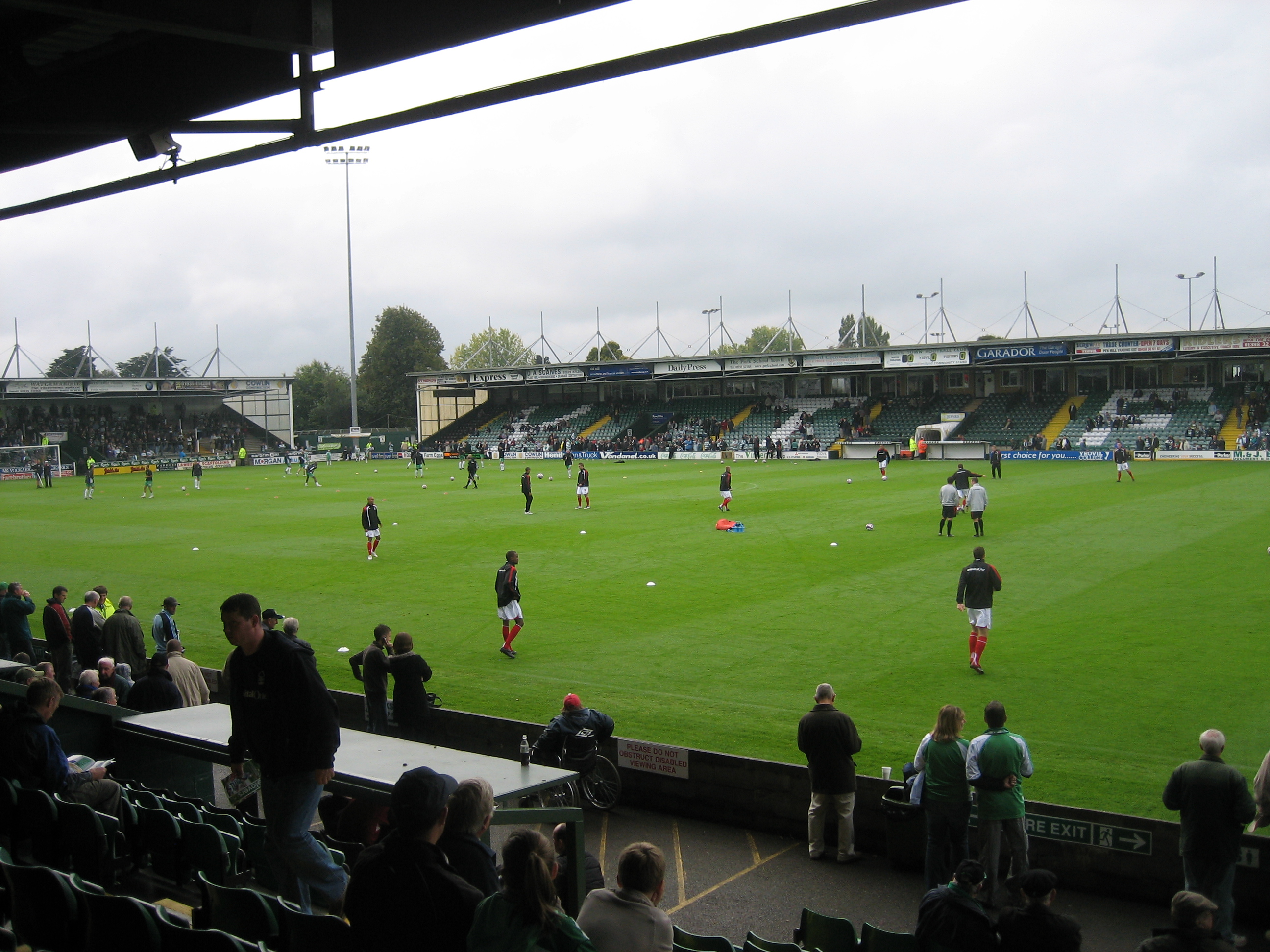
منظر الملعب من المدرج الشرقي
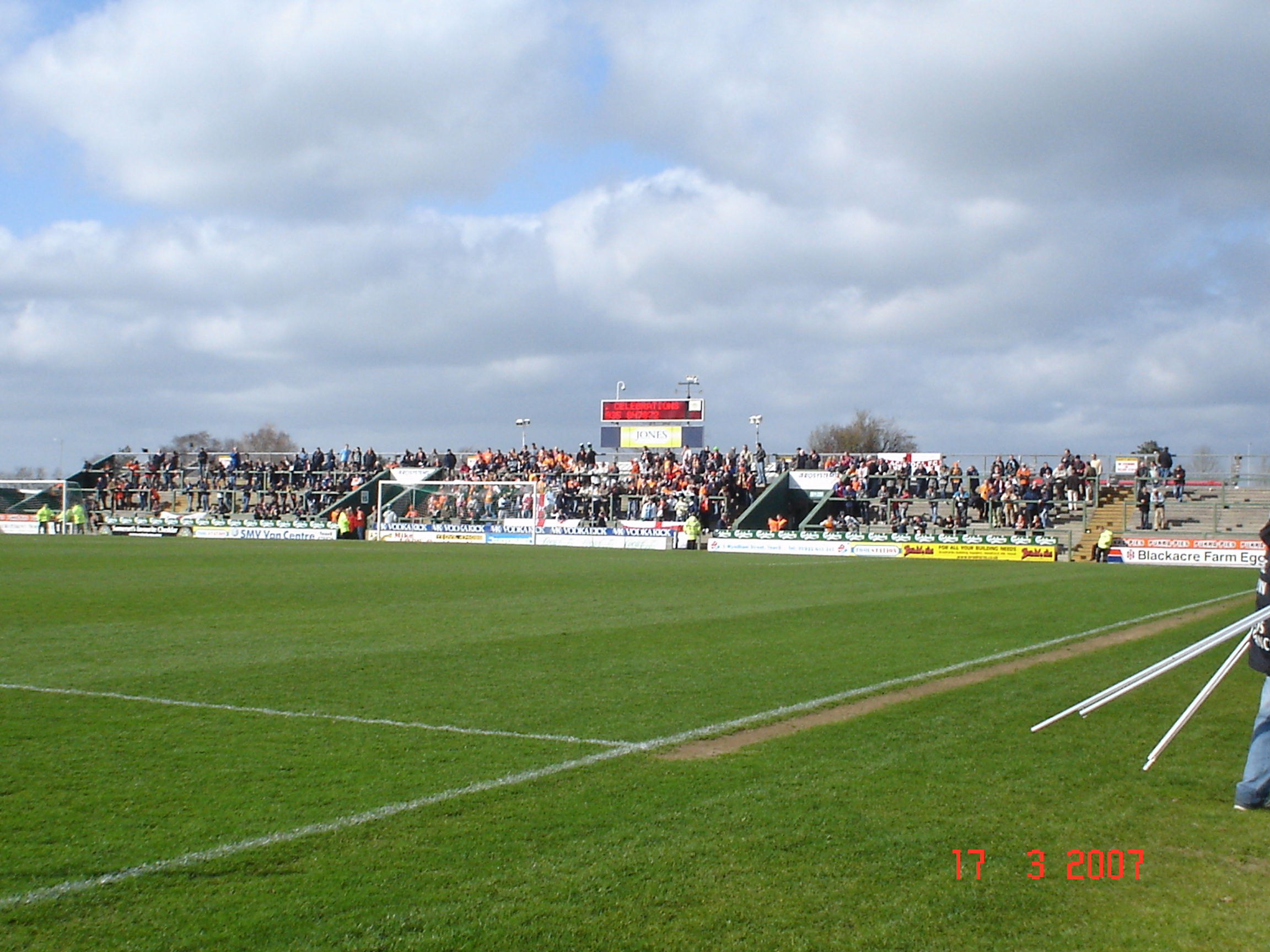
مدرج راديو كابز (شرفة مخصصه لمشجعين لنادي الضيف)
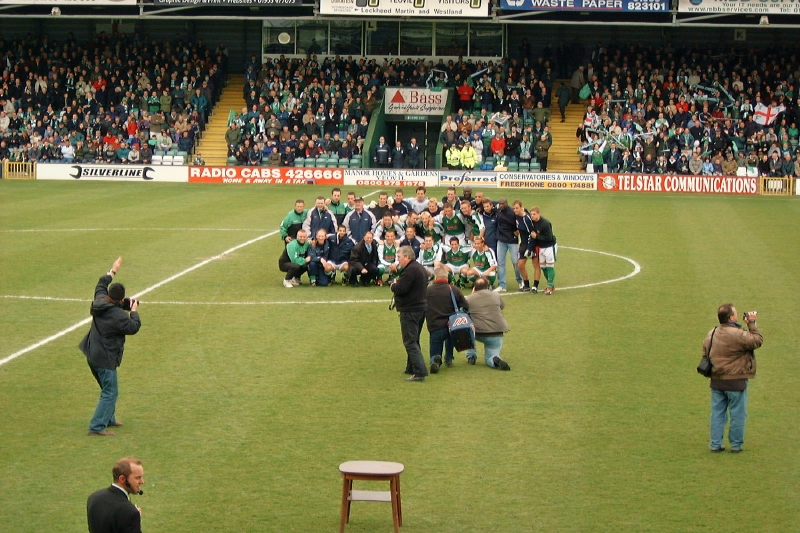
يحتفل نادي يوفل بفوزه في مؤتمر كرة القدم مع ظهور المدرج الشرقي في الخلفية

## الروابط الخارجية
- هويش بارك - موقع نادي يوفل الرسمي
- مقال دليل ملعب كرة القدم
- صور الاستاد